# Nepoziano
Giulio Nepoziano (in latino Iulius Nepotianus; ... – Roma, 30 giugno 350) è stato un generale romano membro della dinastia costantiniana e fu, per un breve periodo, un usurpatore dell'Impero romano.

## Biografia
Nepoziano era figlio di Eutropia, sorellastra dell'imperatore romano Costantino I, e di Virio Nepoziano, probabilmente morto nel 337 in occasione delle purghe della famiglia imperiale. Da parte di madre Nepoziano era nipote dell'imperatore Costanzo Cloro e di Flavia Massimiana Teodora. Fu probabilmente console nel 336.
Dopo la rivolta di Magnenzio, Nepoziano decise di prendere il potere, conquistando Roma: una volta morto Costante I, ucciso da Magnenzio, si era trovato ad essere l'unico rappresentante della dinastia costantiniana in Occidente e contava su questo fatto per riscuotere la lealtà dei sudditi nel suo conflitto con l'usurpatore. Raccolse un certo numero di gladiatori, predoni e altri personaggi abituati al crimine e il 3 giugno 350 si diresse su Roma, presentandosi con le vesti imperiali. Il praefectus urbi Tiziano, alleato di Magnenzio, armò alcuni civili e li condusse fuori dalla città per attaccare Nepoziano. Le milizie di Tiziano erano indisciplinate e, a causa della loro disorganizzazione, furono messe in fuga nello scontro con le truppe di Nepoziano. Il prefetto, vedendole fuggire verso la città, diede ordine di chiudere le porte, per paura che gli uomini di Nepoziano entrassero con loro: senza un luogo dove fuggire, furono facile preda delle truppe del costantinide e furono tutti massacrati.
Magnenzio mandò rapidamente a Roma il suo fidato magister officiorum Marcellino. Nepoziano fu ucciso nella conseguente battaglia il 30 giugno e la sua testa fu posta in cima a una lancia e portata lungo le vie della città. Nei giorni seguenti vi fu gran massacro della nobiltà, per lo più senatori: anche la madre Eutropia fu probabilmente uccisa.
La ribellione di Nepoziano e l'uccisione di esponenti della nobiltà della città di Roma stanno a significare che l'usurpazione di Magnenzio, nata per rispondere allo scontento cresciuto nella corte imperiale e nei circoli militari della Gallia contro Costante, non ebbe però il sostegno della popolazione dell'Urbe: la casata di Costantino riscuoteva ancora la lealtà ottenuta dal suo fondatore e Magnenzio ne ebbe un'ulteriore prova con la sollevazione di Vetranione.

### Fonti primarie
- Sesto Aurelio Vittore De Caesaribus 42.6, Epitome 42.3 (dal sito The Latin Library).
- Eutropio, Breviarium ab Urbe condita, x.11.
- Zosimo, ii.59.

### Fonti secondarie
- John Boardman, The Cambridge Ancient History - Volume XIII The Late Empire, Cambridge University Press, 1970,  p. 15, ISBN 0-521-30200-5.
- Michael DiMaio, Nepotian (350 A.D.), su roman-emperors.org, DIR.